# SDSS J0100+2802
SDSS J0100+2802（SDSS J010013.02+280225.8）是一个光度非常大的类星体，天球上的位置在雙魚座靠近仙女座的邊界，红移值z = 6.30。 它距离地球128亿光年，在宇宙大爆炸后9亿年形成。 該類星體釋放的總能量極大，功率為3×1041 W。因此它的絕對熱星等為-31.7，代表它的光度為太陽的4.2×1013倍、或者是擁有4千億顆恆星的銀河系的4萬倍，也等於在326光年外看該類星體有如在地球看太陽。SDSS J0100+2802的光度是SDSS J1148+5251的4倍，比目前已知最远的类星体ULAS J1120+0641大7倍。 雖然它的光度仍不到已知光度最高類星體HS 1946+7651的四分之一。它包括一个质量接近120亿太阳质量的。 因此該黑洞是早期宇宙中發現的質量最大黑洞，雖然其質量仍不到類星體S5 0014+81中發現的已知最重黑洞的三分之一。但是該黑洞的直徑為709億公里，約為冥王星軌道的7倍。